# Edgar Savisaar
Edgar Savisaar (Harku, 31 maggio 1950 – Tallinn, 29 dicembre 2022) è stato un politico estone.
Ultimo presidente del Consiglio dei ministri della Repubblica socialista sovietica estone, è il fondatore del Partito di Centro Estone, di cui è stato il leader fino al 5 novembre 2016, quando un congresso straordinario ha scelto al suo posto Jüri Ratas. In seguito alla riconquistata indipendenza del Paese, nel 1991, ha ricoperto per primo e ad interim la carica di Primo ministro dell'Estonia fino al 1992. È stato in seguito ministro degli Interni e dell'Economia e sindaco di Tallinn.

## Biografia
Dopo gli studi liceali, si iscrisse all'Università di Tartu, dove nel 1973 si laureò in Storia. Nel 1980 presentò la tesi di specializzazione sui "Fondamenti socio-filosofici dei modelli globali del Club di Roma".
Dal 1980 al 1988 lavorò presso l'Istituto governativo per la programmazione economica. Durante il periodo 1988-1989 assunse il ruolo di direttore accademico della società di consulenza Mainor.
Pubblicò quattro libri, 

## La carriera politica

### RSS Estone
Nel 1989 fu nominato vicepresidente del Consiglio dei ministri della Repubblica socialista sovietica di Estonia. Nel 1990 divenne ministro dell'Economia e poco più tardi, il 3 aprile 1990, presidente del Consiglio dei ministri.

### Primo ministro (1991-1992)
Quando l'Estonia dichiarò la propria indipendenza dall'Unione Sovietica, il 20 agosto 1991, assunse la carica di primo ministro della restaurata Repubblica di Estonia. Il suo governo ad interim rimase in carica fino al 29 gennaio 1992, quando fu costretto alle dimissioni dalle perduranti difficoltà economiche della nazione.

### Ministro degli Interni (1995)
Dal 1992 al 1995 fu vicepresidente del Riigikogu, il Parlamento estone. Nel 1995 fu per alcuni mesi (17 aprile - 6 novembre) ministro degli Interni; durante il mandato fu coinvolto in uno scandalo di intercettazioni telefoniche illegali: fu accusato di aver registrato conversazioni private di avversari politici.

### Sindaco di Tallinn (2001-2004)
Nonostante avesse annunciato l'intenzione di lasciare la politica fino a quando non fosse stata provata la sua estraneità alla vicenda delle intercettazioni, si presentò comunque alle elezioni politiche per il rinnovo del Riigikogu, diventando successivamente presidente del Consiglio comunale di Tallinn. Il suo ritorno a leader del Partito di Centro Estone provocò la scissione di una parte dei membri del partito.
Dal 2001 al 14 ottobre 2004 fu sindaco di Tallinn; durante il suo governo cittadino è stato pubblicamente criticato per alcune scelte urbanistiche, ritenute vantaggiose per i membri del suo partito ma non per la città.

### Ministro dell'Economia (2005-2006)
Il 12 aprile 2005 divenne ministro degli Affari economici e delle comunicazioni nel nuovo governo di coalizione formato dal primo ministro Andrus Ansip.
Nel 2006 è stato capofila dei sostenitori della candidatura di Arnold Rüütel alla presidenza della Repubblica, ma la vittoria è andata a Toomas Hendrik Ilves: una scelta criticata da Savisaar, che l'ha attribuita al ruolo ostile e fazioso dei media e dei parlamentari. Si rifiutò di congratularsi con Ilves.

### Sindaco di Tallinn (2007-2015)
Tornato alla guida dell'amministrazione cittadina di Tallinn nel 2007, in aprile ha preso pubblicamente posizione contro lo spostamento della statua al soldato dell'Armata rossa dal centro della capitale a un sacrario periferico. Il trasferimento, deciso dal governo di Andrus Ansip, è stato considerato dalla minoranza russa come una provocazione; Savisaar ha accusato Ansip di deliberato attentato all'unità della società estone, provocando i russofoni. In un sondaggio on line condotto dal quotidiano Postimees, l'87,4% degli interpellati ha ravvisato nelle parole di Savisaar un'istigazione alla violenza, mentre solo il 3,9% ha approvato il suo ragionamento. In seguito alle controversia, il 29 aprile, è stata aperta una petizione on line per chiedere le sue dimissioni da sindaco, che si è conclusa il 9 maggio dopo aver raccolto 98.200 firme.

## Vita privata
Fu sposato tre volte ed ebbe quattro figli.